# Czerwona jaskółka

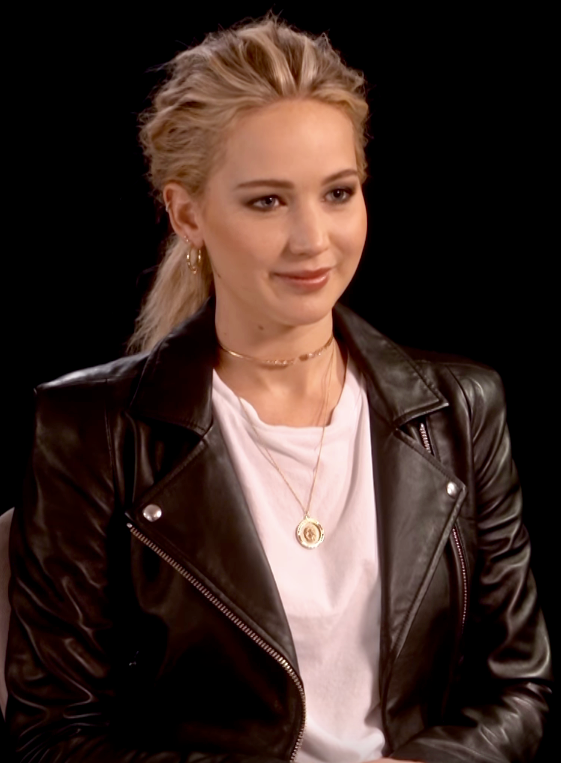
Jennifer Lawrence (2018)

Czerwona jaskółka (ang. Red Sparrow) – amerykański dreszczowiec z 2018 roku w reżyserii Francisa Lawrence’a, oparty na podstawie powieści Czerwona jaskółka (z 2013) autorstwa Jasona Matthewsa. Wyprodukowany przez wytwórnię 20th Century Fox. Główne role w filmie zagrali Jennifer Lawrence, Jeremy Irons, Charlotte Rampling i Joel Edgerton.
Premiera filmu odbyła się 15 lutego 2018 w waszyngtońskim Newseum, a w kinach w Stanach Zjednoczonych i Polsce film pojawił się 2 marca tego samego roku.

## Fabuła
Piękna Dominika Jegorowa (Jennifer Lawrence) zostaje zmuszona przez Federalną Służbę Ochrony Federacji Rosyjskiej do współpracy. Dziewczyna ma zostać „jaskółką”, czyli agentką uwodzicielką, której nie oprze się żaden szpieg ani dyplomata. W agenturalnej szkole Dominika przechodzi upokarzające i wyczerpujące szkolenie, próbując zachować własną tożsamość. Wkrótce dostaje pierwsze zadanie: ma zostać kochanką agenta CIA Nathaniela Nasha (Joel Edgerton). Niespodziewanie Dominika i Nathaniel zakochali się w sobie. Ich związek stanowi śmiertelne zagrożenie zarówno dla nich samych, jak i dla obydwu mocarstw.

## Obsada
- Jennifer Lawrence, jako Dominika Jegorowa[4]
- Joel Edgerton, jako Nathaniel Nash (Nate)[4]
- Matthias Schoenaerts, jako Iwan Dimitriewicz Jegorow (Wania)[4][5], stryj Dominiki
- Joely Richardson, jako Nina Jegorowa, matka Dominiki
- Charlotte Rampling, jako Matrona[6]
- Mary-Louise Parker, jako Stephanie Boucher
- Jeremy Irons, jako generał Władimir Andriejewicz Korcznoj[4]
- Ciarán Hinds, jako pułkownik Zacharow
- Sebastian Hülk, jako Siergiej Matorin
- Kristof Konrad, jako Dmitrij Ustinow
- Nicole O'Neill, jako Sonia, tancerka w balecie
- Siergiej Polunin, jako Konstantin, tancerz w balecie
- Bill Camp, jako Marty Gable, agent CIA
- Sakina Jaffrey, jako Trish Forsyth, agentka CIA[7]
- Judit Rezes, jako Leni, opiekunka
- Thekla Reuten, jako Marta Jelenowa, „jaskółka”
- Douglas Hodge, jako Maksim Wołontow, przełożony Dominiki
- Siergiej Onopko, jako Simionow, kiler
- Hugh Quarshie, jako Simon Benford
- Makar Zaporozhskyi, jako Nikołaj
- Dávid Z. Miller, jako Wiktor
- Tom Morley, jako Piotr, żołnierz rosyjski
- Joel De La Fuente, jako amerykański senator
- Louis Hoffmann, jako pracownik banku w Wiedniu
- Zsolt Anger, jako rosyjski ambasador w Budapeszcie
- Ingeborga Dapkūnaitė, jako dyrektorka teatru

## Produkcja
Zdjęcia do filmu kręcono w Budapeszcie, Dunaújváros (Węgry), Bratysławie, Wiedniu i Londynie. Okres zdjęciowy trwał od 5 stycznia do 10 maja 2017.

## Odbiór

### Zysk
Film Czerwona jaskółka zarobił 64,9 miliona dolarów w Stanach Zjednoczonych i Kanadzie oraz 104,7 miliona dolarów w pozostałych państwach; łącznie 151,6 miliona dolarów w stosunku do budżetu produkcyjnego 69 milionów dolarów.

### Krytyka w mediach
Film Czerwona jaskółka spotkał się z mieszaną reakcją krytyków. W serwisie Rotten Tomatoes 45% ze 281 recenzji filmu było pozytywnych (średnia ocen wyniosła 5,52 na 10). Na portalu Metacritic średnia ocen z 51 recenzji wyniosła 53 punkty na 100.